# Relaciones económicas
Las relaciones económicas son aquellas relaciones objetivas entre seres humanos que tienen que ver con la producción, la apropiación, el intercambio y el consumo de bienes, en particular del producto del trabajo.
Habitualmente cada agente económico participa permanente y simultáneamente en multitud de relaciones económicas. Se puede hablar de relaciones económicas estables cuando los agentes económicos participan en ellas periódicamente.
Las relaciones económicas libres se inician habitualmente motivadas por la búsqueda de un beneficio. Este tipo de relaciones se pueden sellar con contratos.
- Datos: Q1959714